# Miracydium

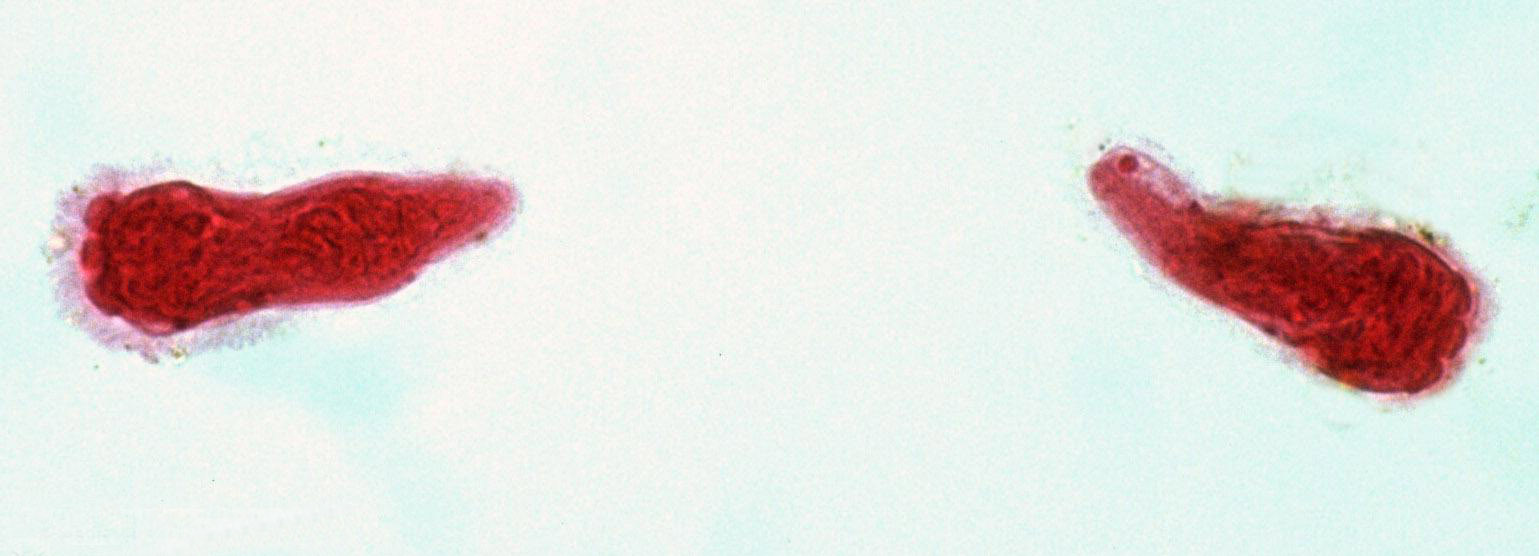
Miracydium przywry z rodzaju Fasciola

Miracydium, miracidium, dziwadełko – pierwsza larwa w cyklu życiowym przywr wnętrzniaków.
Jest stadium wolno żyjącym, bytującym w wodzie. Posiada narządy zmysłów (np. oczy, podobne do oczu wirków) i gruczoł produkujący enzymy rozpuszczające tkanki żywiciela. Porusza się w środowisku wodnym dzięki rzęskom. Jego czas życia jest krótki, wynosi najwyżej kilka dni. Jego zadaniem jest dotarcie do organizmu żywiciela pośredniego, którym zwykle jest mięczak, i przekształcenie się w następne stadium rozwojowe – sporocystę.